# Благотворительное общество издания общеполезных и дешёвых книг
Благотвори́тельное о́бщество изда́ния общеполе́зных и дешёвых книг — издательство, основанное в 1898 году в Санкт-Петербурге под названием «Благотворительное общество».

## Общие сведения
Благотворительное общество издания общеполезных и дешёвых книг было создано в Санкт-Петербурге в 1898 году по инициативе генерала Михаила Фёдоровича Федоровского, известного продвижением украинской литературы. Работало 20 лет, закрывшись после Октябрьского переворота в 1918 году.

## Руководство
В разные годы, кроме основателя издания М. Федоровского, в правление входили: Д. Мордовцев, П. Потоцкий, А. Русов, С. Русова, П. Стебницкий.

## Результаты деятельности
Целью издательства была печать популярной литературы для народа, в том числе на украинском языке. Однако по действующему тогда Валуевскому циркуляру, на украинском языке могли печатать только такие произведения, «которые принадлежат к области изящной литературы».
За первые 10 лет деятельности издательством было выпущено 56 книг. Из них: художественной литературы — 7, научно-популярных — 49, в том числе, по истории Украины — 4, экономике — 2. Из упомянутых 56 книг, 10 вышли двумя изданиями, 1 — тремя, 4 — четырьмя. Всего было напечатано 700 тысяч экземпляров, включая 3,5 тысячи экземпляров «Кобзаря» Тараса Шевченко. Кроме того, за все годы существования было издало около 80 брошюр общим тиражом более 1 млн экземпляров.